# Бартолин, Каспар (младший)
Каспар Томсен Бартолин младший (дат. Caspar Thomsen Bartholin, лат. Caspar Bartholin Secundus; 10 сентября 1655, Копенгаген — 11 июня 1738) — датский анатом и политик.

## Биография

De ovariis mulierum et generationis historia epistola anatomica, 1678

Выходец из семьи выдающихся датских учёных, многие из которых работали в области медицины. Его дед — известный анатом и богослов Каспар Бартолин (старший) (1585—1629), его отец — врач, математик и богослов Томас Бартолин (1616—1680), его дядя — математик и врач Расмус Бартолин (1625—1698). Среди его родственников было 12 профессоров Университета Копенгагена.
Начал изучать медицину в 1671 году и уже в 1674 году, в возрасте 19 лет, получил свою первую профессорскую должность.

### Анатом
Сделал целый ряд значительных открытий в анатомии человека. Им описаны и в честь него названы: бартолинов проток подъязычной слюнной железы, бартолиновы железы и другое.
Большинство его произведений включают обработку сочинений других авторов, в частности, известного датского анатома Нильса Стенсена (1638—1686), но также содержат множество результатов собственных исследований.

### Политик
После 1701 года практически перестал заниматься медициной и начал интересоваться политикой. Уже в 1710 году стал судьей Верховного суда, в 1719 году — генеральным прокурором, в 1724 году — заместителем министра финансов. В 1731 году ему было пожаловано потомственное дворянство.